# Lophoglutus monticola
Lophoglutus monticola är en stekelart som först beskrevs av Turner 1919.  Lophoglutus monticola ingår i släktet Lophoglutus och familjen brokparasitsteklar. Inga underarter finns listade i Catalogue of Life.